# إليانور كاميرون
إليانور كاميرون هي كاتبة للأطفال وكاتِبة كندية، ولدت في 23 مارس 1912 في وينيبيغ في كندا، وتوفيت في 11 أكتوبر 1996.